# Relations entre la Biélorussie et l'Union européenne
Les relations entre la Biélorussie et l'Union européenne sont établies en 1991 après la reconnaissance de l'indépendance de la Biélorussie par la CEE. Depuis l'élargissement de 2004, le pays a une frontière avec l'UE, par le biais de la Lettonie, de la Lituanie et de la Pologne.

## Historique

### Détérioration des relations
À la suite de l'arrivée au pouvoir d'Alexandre Loukachenko en 1994, les relations bilatérales se sont détériorées et distancées en raison notamment des écarts entre les principes fondateurs de l'UE (démocratie, pluralisme, respect des libertés individuelles, séparation des pouvoirs, liberté de la presse, etc.). Bien qu'elles se soient améliorées en 2008, les résultats de l'élection présidentielle biélorusse de 2010, qui ont été contestés par l'opposition et qui ont vu Loukachenko être réélu, ont été source à nouveau de tensions. 
La Biélorussie a par ailleurs été exclue de la politique européenne de voisinage. En octobre 2009, selon un sondage de l'institut biélorusse NISEPI, 44,1 % des Biélorusses se seraient montrés favorables à l'adhésion de leur pays à l'UE (contre 26,7 % l'année d'avant). La même année, l'Union européenne invite la Biélorussie dans son Partenariat oriental mais il n'y a pas de coopération bilatérale entre le parlement européen et biélorusse car ce dernier n'est pas reconnu comme « un vrai représentant des citoyens biélorusses ».

### Reprises des discussions
Le 15 février 2016, les États membres de l'Union européenne ont décidé de lever les sanctions contre la Biélorussie pour des raisons stratégiques en dépit de la situation des droits de l'homme dans le pays. Cette levée de sanction concerne 170 personnes, dont le président Alexandre Loukachenko.
Le 3 janvier 2017, les premiers accords entre l'Union européenne et la Biélorussie au sujet de la politique européenne de voisinage sont conclus. Ces accords incluent notamment l'octroi de 20 millions d'euros pour des programmes frontaliers avec la Biélorussie en 2017. Toutefois, après la levée des sanctions contre Loukachenko et la première invitation officielle du président biélorusse au sommet du Partenariat oriental de 2017, celui-ci a refusé l’invitation sans préciser pourquoi.

### Conséquences des élections présidentielles en Biélorussie de 2020

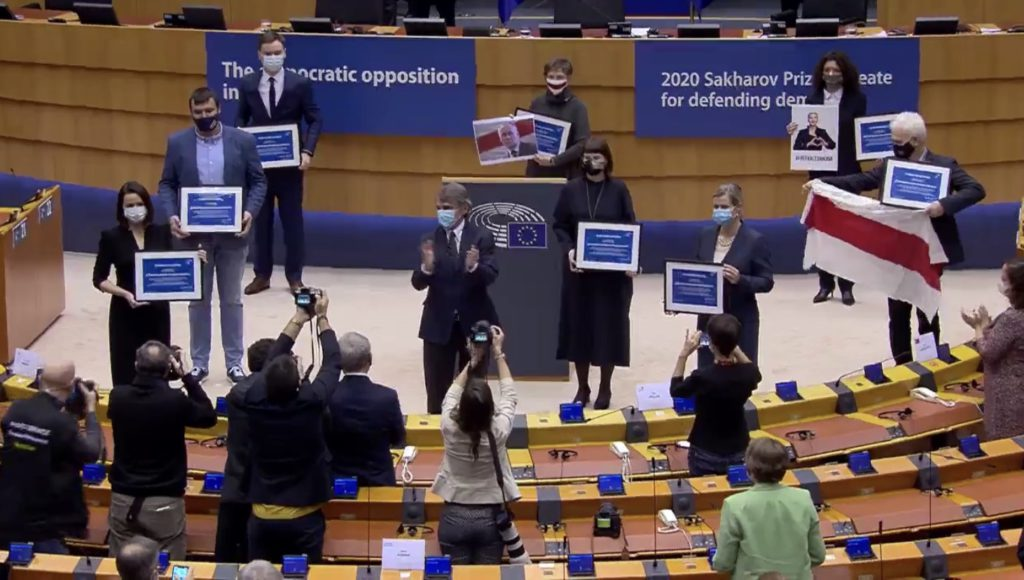
Décembre 2020, des membres du Conseil de coordination - dont Svetlana Tikhanovskaïa - reçoivent le Prix Sakharov au nom de l'opposition démocratique en Biélorussie.

L'élection présidentielle biélorusse de 2020 au cours de laquelle Loukachenko est candidat à un sixième mandat et emporte 80 % des suffrages apparaît entachée de fraudes massives et provoque la colère d'une partie de la population biélorusse. Des manifestations qui s'intègrent dans le mouvement démocratique biélorusse, se déroulent avant et pendant l'élection. Réunis en Conseil européen en octobre 2020, les dirigeants européens décident de sanctions contre une quarantaine de dirigeants biélorusses, identifiés comme responsables de la violente répression des manifestations ou de la falsification de l'élection,.
En décembre 2020, l'opposition démocratique biélorusse avec à sa tête, Svetlana Tikhanovskaïa, reçoit du Parlement européen le Prix Sakharov pour le combat mené par le Conseil de coordination en vue d'instaurer une transition démocratique en Biélorussie.

### Détournement du vol Ryanair en mai 2021
Dimanche 23 mai 2021, un avion de la compagnie Ryanair est détourné par les autorités biélorusses de sa trajectoire alors qu'il survole la Biélorussie et est sur le point d'atterrir à Vilnius (Lituanie). L'avion en provenance d'Athènes (Grèce) est alors escorté par un chasseur et se pose à l'aéroport de Minsk (Biélorussie). Le motif de ce détournement est, selon les autorités biélorusses, une alerte à la bombe. Il s'agirait davantage d'un atterrissage forcé pour permettre l'arrestation de Roman Protassevitch, journaliste et sa compagne, Sofia Sapega, tous deux militants de l'opposition biélorusse. 
L'arrestation du journaliste est source de tensions diplomatiques entre le gouvernement d'Alexandre Loukachenko et l'Union européenne. Après que de nombreux pays ont réagi, blâmant le pouvoir biélorusse de ses actes, l'Union européenne s'est réunie lors d'un sommet à Bruxelles le 24 mai 2021, à l'issue duquel ont été décidées des mesures à l'encontre de la Biélorussie, notamment la fermeture du territoire aérien de l'UE au pays.

### Implication biélorusse à l'invasion de l'Ukraine par la Russie depuis 2022
En 2022, des sanctions sont appliquées contre la Biélorussie pour son implication dans l'invasion russe de l'Ukraine.

## Sources